# Unterentfelden
Unterentfelden is een gemeente en plaats in het Zwitserse kanton Aargau en maakt deel uit van het district Aarau.
Unterentfelden telt 4.067 inwoners.

## Geboren
- Rolf Graf (1932), wielrenner